# كارين جاريت
كارين جاريت (بالإنجليزية: Karen Jarrett)‏ هي مديرة (مصارعة محترفة) أمريكية، ولدت في 12 أكتوبر 1972 في مقاطعة ويستمورلاند في الولايات المتحدة.

## وصلات خارجية
- كارين جاريت على موقع CageMatch worker (الإنجليزية)
- كارين جاريت على موقع قاعدة بيانات المصارعة على الإنترنت (الإنجليزية)
- كارين جاريت على موقع عالم المصارعة على الإنترنت (الإنجليزية)
- كارين جاريت على موقع عالم المصارعة على الإنترنت (الإنجليزية)

- كارين جاريت على موقع IMDb (الإنجليزية)
- كارين جاريت على موقع قاعدة بيانات الفيلم (الإنجليزية)